# О’Брайен, Майк (разработчик игр)
Майк О’Брайен — разработчик компьютерных игр, является одним из трех соучредителей и бывший президент ArenaNet и руководитель команды Дизайна и Контента для Guild Wars. Покинул компанию 10 октября 2019 года. Ранее он работал в качестве директора компании и ведущего программиста в Blizzard Entertainment, где он разрабатывал 3D-рендерер для Warcraft III: Reign of Chaos и руководил разработкой Battle.net. Он также работал над Warcraft II: Tides of Darkness, Diablo и StarCraft, где он, среди прочего, разрабатывал формат MPQ-архивов, использовавшийся во всех играх Blizzard, начиная с Diablo и заканчивая Heroes of the Storm. Майк О’Брайен был показан как один из самых влиятельных людей в компьютерной и игровой индустрии на PC Gamer в сентябре 1999 «Игра Богов».
В 2000 году О’Брайен покинул Blizzard North, чтобы основать с двумя другими бывшими сотрудниками компании ArenaNet.
О’Брайен также разрабатывал эмулятор Apple II для Windows, AppleWin, и старые DOS ASCII игры, Pyro 2.